# 反世界主義運動
反世界主義運動（俄语：Борьба с космополитизмом）是苏联于1948年末开展的反西方政治运动，其中包含着显著的反犹太主义倾向，许多犹太人被作为锡安主义者或无根的世界主义者而遭到迫害。